# Althann Mihály Frigyes
Gróf Althann Mihály Frigyes (németül:  Michael Friedrich von Althann), (Glatz, 1682. július 20. – Vác, 1734. június 20.) váci megyés püspök.

## Élete
A gimnáziumot Neuhausban, a filozófiát és teológiát Rómában a jezsuitáknál végezte. Fölszentelése után prágai, olomouci, varsói, illetve wrocławi (boroszlói) kanonok lett. Ezen kívül altbunzlaui nagyprépost volt. 1714-ben a király Rómába küldte a Rota Romana auditorának. 1718-ban váci püspökké nevezték ki, már azon év őszén canonica visitatiót tartott. Az 1714. április 28-i királyi rendelet értelmében Alsónémediben, Hartyánban, Mogyoródon, Szadán, Szentmártonkátán, Veresegyházán és Üllőn visszafoglalta a protestánsoktól a templomokat. Valószínűleg 1718-ban készíttette el Vác térképét és telekkönyvét. 
1719-ben bíboros lett, III. Károly magyar király római követté, majd nápolyi alkirállyá nevezte ki. Távollétében Berkes András volt a helynöke. Nápolyban kitűnt jótékonyságával és mivel Szent Januarius vére imádságára rendkívüli időben fölforrt, csodatévőnek tartották. Egyik fő szorgalmazója volt Nepomuki János szentté avatásának. 1729-ben Berkes András halála után lemondott az alkirályságról és hazatért. Azonnal föllépett a papság visszaéléseivel szemben. Pest vármegye protestáns rendjei tiltakoztak a templomok visszafoglalása ellen. A király 1731-ben intézkedett, ami ellen a protestánsok és ő is tiltakozott. A pápához föllebbezett. A király ezért kolostorba akarta száműzni, és csak a nuncius közbenjárására tekintett el ettől. Bécsbe idézték, de a második idézésre sem jelent meg. A király ezért lefoglaltatta a püspökség javadalmait, és csak 1732 elején engesztelődött meg. 
Kormányzása idején a plébániák számát 34-ről 59-re növelte. 1732-ben szemináriumot építtetett. Ciliciumviselő aszkéta volt.
Unokaöccse, Michael Karl von Althann követte a püspöki székben.

## Művei
- Instructio brevis pro archidiaconis ruralibus ac parochis. Pécs, 1719.
- III. Károlyhoz intézett fölterjesztése. In: Roskoványi: Monumenta Cath. III, 146.